# ぺかぺかの洋航娘
『ぺかぺかの洋航娘』（ぺかぺかのようこうむすめ）は、えのあきらの漫画単行本。富士美出版・全2巻1995年～1996年、蒼竜社・全2巻1999年全2巻。青年マンガの傾向が強い。

## ストーリー
不況の影響で、軒並み赤字周航となっている豪華客船の中で、唯一年々業績を伸ばしている『サン・マルシェ号』。その秘密は、特別一等乗務員こと「スペシャル・パーサー」によるサービスにあった。敷島 望とタルアニャーニ・パラゾランカ19世という二人の女性は、スペシャル・パーサーとしてお客様の「お相手」を務める。
同じ頃、ゴシップ記事専門のジャーナリストのダグは、スペシャル・パーサーの実態に探りを入れるため、サン・マルシェ号に乗り込んだ。

## 登場人物
敷島 望（しきしま のぞみ）
豪華客船『サン・マルシェ号』の女性スペシャル・パーサー。
一種の超能力者で、性的オーガズムに達すると未来予知であったり、過去や相手の本心、自身と相手にとって重要な事柄に繋がる映像を見る事が出来る。高校時代の恋人の死を予知してから、自分の特異体質の謎を知るついでに、豪華客船に乗れる様な富豪や一流と呼ばれる人間の頭の中への興味から、スペシャル・パーサーになった。
タルアニャーニ・ガブリエル・サンマルコ・パラゾランカ19世（ルーニィ・デルロッシ）
イタリアの没落貴族の末裔であり、同時にアメリカのマフィアの娘。政略結婚から逃れ、幼い頃まで住んでいた城を取り戻したいと考えて、サン・マルシェ号にスペシャル・パーサーとして乗り込んだ。
航海の最中、ダグに正体がバレてしまう。ちなみに処女。
タルちゃんという愛称で呼ばれているほか、レファニからはルーニィと呼ばれ、イタリア時代はパラゾランカという名前で呼ばれていた。
田村
敷島の高校時代の同級生。小説家の夏川の秘書をしていて、今回サン・マルシェ号に乗船していた。高校時代は敷島に想いを寄せていただが、タルに一目惚れしてしまう。
ダク・コーリン
スキャンダル記事専門のジャーナリスト。品性下劣で性格が悪い。サン・マルシェ号のスペシャル・パーサーについて嗅ぎ回っている途中、タルがデルロッシの娘だと気づく。
レファニ
サン・マルシェ号船上でのファッションショー出演のため乗船していたスーパーモデル。田村を口説こうとして失敗し、田村が惚れていたタルを「ルーニィ」と呼びライバル視する。